# LHCb
46°14′27.64″ пн. ш. 6°5′48.96″ сх. д. / 46.2410111° пн. ш. 6.0969333° сх. д.

Логотип експерименту LHCb

LHCb (від англ. Large Hadron Collider beauty) — один із семи експериментів (ALICE, ATLAS, CMS, TOTEM, LHCb, LHCf і MoEDAL) з фізики частинок на Великому Адронному Колайдері (LHC) — прискорювачі частинок у Європейській організації ядерних досліджень CERN, Швейцарія. LHCb є експериментом, спеціалізованим на b-фізиці, призначений для вимірювання параметрів порушення CP-симетрії у взаємодіях b-адронів (адрони, що містять b-кварк). Такі дослідження можуть допомогти пояснити асиметрію речовини-антиречовини у Всесвіті. Детектор здатний проводити вимірювання перерізів утворення за рахунок електрослабкої фізики для вперед направлених процесів. Колаборацію LHCb, яка збудувала та оперує детектором, формують приблизно 840 людей із 60 наукових інститутів з 16 країн.
Експеримент розташовано в точці № 8 тунелю LHC поряд з муніципалітетом Ферне-Вольтер, Франція, що лежить безпосередньо на кордоні з Женевою. В тій самій локації буде розташовано експеримент MoEDAL.

## Фізичні задачі
Фізична програма експерименту покриває широке коло аспектів фізики важких ароматів (c та b), фізики електрослабкої взаємодії та квантової хромодинаміки. Виділяються шість ключових вимірювань за участю B-мезонів, описані в дорожній карті, що формує основні експериментальні задачі для першого запуску LHC у 2010—2012 роках. Згідно з дорожною картою фізична програма експерименту LHCb включає:
- Вимірювання коефіцієнту розгалуження рідкісного розпаду Bs → μ+μ−
- Вимірювання асиметрії вперед-назад для мюонної пари, утвореної за участю FCNC в розпаді Bd → K*μ+μ−. Такий FCNC процес не може відбуватись на рівні «tree» діаграм Фейнмана в Стандартній моделі фізики частинок, проте може проходити за рахунок «box» та «loop» діаграм. Властивості цього розпаду є чутливими до наявності Нової фізики.
- Вимірювання CP-порушеної фази в розпаді Bs → J/ψφ, яка спричинена інтерференцією розпадів з та без осциляцій Bs мезонів. Описана вище фаза є однією із CP вимірюваних величин та має найменшу теоретичну невизначеність у Стандартній моделі і є чутливою до наявності Нової фізики.
- Вимірювання властивостей радіаційних B-розпадів (тобто розпадів B-мезонів з утворенням фотонів в кінцевому стані), що можуть бути пов'язані з FCNC.
- Визначення γ-кута трикутника унітарності на «tree»-рівні.
- B-розпади на дві заряджені нечарівні частинки.

## Детектор LHCb та його компоненти
У геометрії детектора LHCb використовується той факт, що при високих енергіях b-адрони утворюються з великим поздовжнім імпульсом. LHCb детектор є одностороннім вперед направленим спектрометром, що покриває полярний кут від 10 до 300 мілірадіан (мрад) в горизонтальній та 250 мрад у вертикальній площинах. Асиметрія між горизонтальною та вертикальною площинами спричинена великим дипольним магнітом, що створює вертикальне магнітне поле.

### VELO
Вершинний детектор (VELO) використовується для вимірювання траєкторій частинок поряд з точкою протон-протонної взаємодії для точного розрізнення первинних вершин від вторинних.

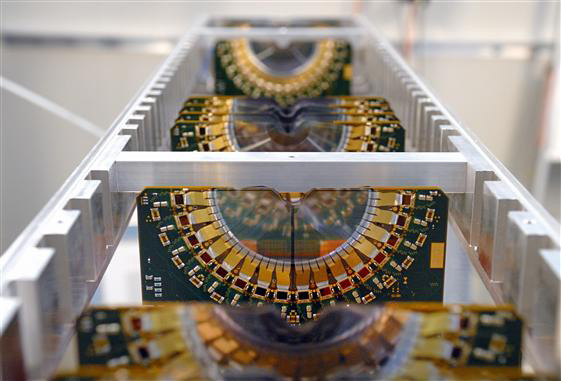
Детектор VELO

Відстань від протонного пучка до VELO складає всього 7 мм, де потік частинок є дуже великим. VELO детектор був сконструйований таким чином, щоб витримувати інтегральний флюенс понад 1014 см−2 протягом трирічного періоду експлуатації під час першого запуску LHC. Детектор функціонує в вакуумі і охолоджений до температури приблизно −25 °C (−13 °F) за допомогою двофазної системи CO2.
Протонні пучки LHC проходять через всю довжину детектора та екрануються берилієвою трубкою для захисту детекторної системи. Точка зіткнення пучків знаходиться всередині VELO. Задачею VELO є виділення B-мезонів з безлічі інших утворених частинок. Це є досить складним завданням, оскільки розпад короткоживучих B-мезонів відбувається на невеликій відстані від протонного пучка.
VELO вимірює відстань між точкою зіткнення протонів до точки розпаду b-адрона, який не може бути зареєстрований безпосередньо, а лише за продуктами його розпаду. Таким чином, VELO може локалізувати позицію b-адрона з точністю 10 мкм. B-мезони утворюються внаслідок протон-протонного зіткнення та живуть протягом 10−9 чи 10−6 секунди, що дозволяє їм пролітати відстань близько 1 мм.
Детектор складається з двох півкругових кремнієвих сенсорів товщиною 0,3 мм. Невеликий центральний виріз дозволяє головному пучку протонів безперешкодно проходити наскрізь. Заряджені частинки досягають чутливих кремнієвих елементів та створюють електрон-діркові пари. Утворені електрони реєструються з використанням спеціальної електроніки. Протягом періоду накопичення даних кремнієві сенсори розташовано на відстані 7 мм від пучка. Механічно VELO може віддаляти свої чутливі елементи на відстань 35 мм, що грає визначальну роль протягом постійних операцій з LHC пучком. Це дозволяє захистити VELO від можливих пошкоджень на етапі інжекції та інших етапах оперування пучком.
Система VELO повністю розташована у вакуумній трубі LHC. Для захисту цільності первинної вакуумної системи LHC, сенсори відділені від пучка алюмінієвою фольгою товщиною 0,3 мм. Зчитувальна електроніка сконструйована з радіаційно стійких компонентів та CO2 охолоджувальної системи. Сигнали від детектора транспортуються з вакуумної системи 22 000 кабелями для аналізу.
VELO — це головний трековий пристрій до магніту і його дані відіграють визначальну роль для тригера. Зчитування є аналоговим і використовує мідні кабелі довжиною 40 м. Пошук кластерів чуттєвих елементів, де зареєструвалась частинка, відбувається на платах TELL1 з радіаційним захистом.

### Система RICH-детекторів

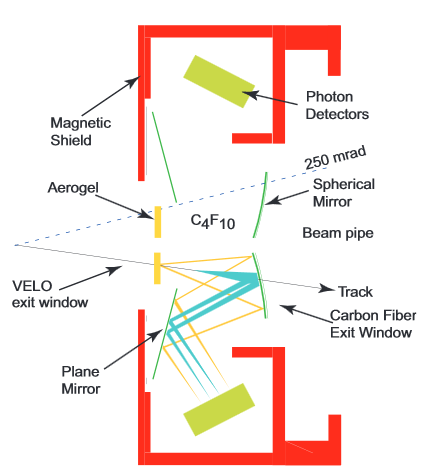
Схема RICH-1 детектора

Задачею системи RICH-детекторів (Ring Imaging Cherenkov Detector) є ідентифікація заряджених частинок, що мають імпульси від 1 до 150 ГеВ/c та кутовим аксептансом 10-300 мрад. Ідентифікація частинок грає визначальну роль для зменшення фону при відборі подій та для ефективного тагування b-кварку. Система складається з двох (RICH-1 та RICH-2) детекторів. RICH-1 детектор розташований одразу після VELO й використовує кремнієвий аерогель та газ C4F10 як радіатори. RICH-2 детектор розташований за магнітом і трековою системою та використовує газовий CF4 радіатор.

#### Дзеркала та радіатори
Кремнієвий аерогель — це колоїдальна форма твердого кварцу, але з наднизькою густиною і відносно великим (1,01-1,10) показником заломлення. Матеріал з такими характеристиками є ідеальним для ідентифікації частинок з найменшим імпульсом (декілька ГеВ/c). Для того, щоб забезпечити ідентифікацію частинок з імпульсом від 10 до 65 ГеВ/c та від 15 до понад 100 ГеВ/c, LHCb використовує радіатори C4F10 та CF4 відповідно. Таким чином, використовуючи кремнієвий аерогель та C4F10 газ, RICH-1 детектор призначений для ідентифікації частинок з відносно малим імпульсом. RICH-2 детектор, що використовує CF4 радіатор, здатний ідентифікувати частинки з великим імпульсом — треки яких мають малий кут відхилення від напрямку протонного пучка.

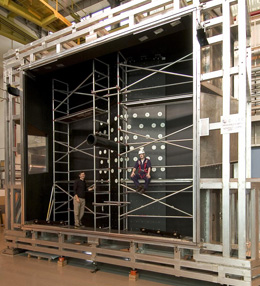
RICH-2 детектор

Частинки, утворенні внаслідок протон-протонних зіткнень, рухаються крізь дзеркала RICH-1 і далі досягають інших детекторних систем. Для зменшення ефектів розсіяння частинок на дзеркалах, LHCb використовує спеціальні легкі сферичні дзеркала із полімерів, зміцнених вуглецевим волокном (CFRP). Використовуються чотири таких CFRP-дзеркала, що формують сферичну поверхню радіусом 2700 мм розділену матрицею CFRP-циліндрів.
RICH-2 детектор розташований за трековою системою та магнітом, і тому, на відміну від RICH 1, скло може використовуватись як матеріал для сферичних дзеркал, які в цьому випадку складаються з шестикутних елементів.

#### Реєстрація світла
Обидва RICH-детектори використовують гібридні фотодетектори (HPD) для вимірювання позиції черенковських фотонів. HPD — це вакуумний фотодетектор, де за рахунок фотоефекту падаючий фотон конвертується в фотоелектрон, що вилітає з фотокатода і згодом прискорюється сильним електричним полем (10-20 кВ) до потрапляння в зворотно-зміщений кремнієвий детектор. Трубка фотодетектора електростатично фокусує фотоелектрони на масив невеликих кремнієвих детекторів.
LHCb колаборація розробила новий піксельний HPD детектор, призначений спеціально для RICH-детекторів. В даному випадку, кремнієвий детектор розбито на 1024 супер піксельних детекторів, розміром 500 мкм × 500 мкм кожен, які встановлено матрицею 32 × 32. Коли фотоелектрон втрачає енергію, він створює електрон-діркові пари з середнім енергетичним виходом 3,6 еВ. Номінальна напруга для HPD в експерименті LHCb складає -20 кВ, що відповідає утворенню близько 5000 електрон-діркових пар.
Загалом для покриття чотирьох детектуючих поверхонь, експеримент потребує 484 помножувальні трубки: 196 для RICH-1 та 288 для RICH-2.

### Трекова система
Головна трекова система розташована перед та після дипольного магніту. Основною задачею трекової системи є забезпечення ефективної реконструкції треків заряджених частинок. Далі ця інформація використовується для визначення імпульсу частинки та для реконструкції кілець в RICH-детекторах.
Трекова система експерименту LHCb складається з чотирьох великих прямокутних станцій, що покривають площу понад 40 м2 кожна: першу станцію (ТТ) розташовано між RICH-1 та дипольним магнітом, інші 3 станції (T1-T3) розташовано між дипольним магнітом та RICH-2.
У експерименті LHCb використовуються дві технології трекових детекторів:
1) Кремнієвий трекер використовує кремнієві мікрострипові детектори з кроком близько 200 мкм. Вони покривають всю TT станцію та хрестоподібну область (внутрішній трекер) навколо пучка в станціях T1-T3. Загальна чутлива поверхня складає близько 11 м².
2) Зовнішній трекер використовує дрифтові камери в формі трубок діаметром 5 мм та покриває більшу частину чутливої поверхні детектора в станціях T1-T3. Найбільша станція покриває чутливу площу 600 см x 490 см.

#### Кремнієвий трекер
Кремнієвий детектор включає тригерний трекер (ТТ) та внутрішній трекер. Обидві частини використовують мікрострипові детектори з довгими зчитувальними стрипами та кроком стрипів близько 200 мкм. TT є плоскою трековою станцією шириною в 150 см та висотою 130 см, що розташована перед дипольним магнітом та покриває весь аксептанс експерименту. Внутрішній трекер покриває хрестоподібну область шириною 120 см та висотою 40 см у центрі трьох великих трекових станцій за магнітом (T1-T3). Кожна з чотирьох трекових станцій, в свою чергу, складається з чотирьох чутливих шарів. Кремнієва технологія є дорогою, проте забезпечує дуже точну просторову роздільну здатність. Тому ця технологія використовується в найближчих до протонного пучка областях, де потік частинок є дуже щільним.
Заряджені частинки проходять через детектор, вибиваючи електрони з атомних оболонок та створюючи електричний заряд, який може вільно рухатись в об'ємі детектора. Електричне поле величиною в декілька десятків вольт в напрямку вздовж детектора дозволяє збирати вільні електрони на електродах. Внаслідок цього створюється електричний імпульс, який далі підсилюється та реєструється. Визначення позиції, де частинка перетнула детектор, відбувається за рахунок реєстрації сигналу з кожного електрода.
Загалом, кремнієвий трекер має 270 000 зчитувальних електродів та може вимірювати положення частинки з точністю понад 0,05 мм.

#### Зовнішній трекер

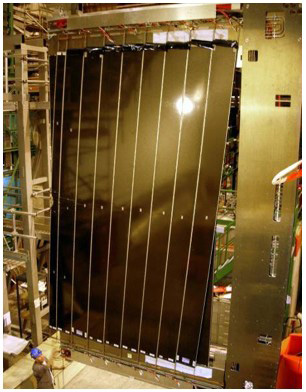
Зовнішній трекер

Конструкція трьох станцій зовнішнього трекера має модульну конструкцію — кожна станція складається з 72 окремих модулів, що підтримуються чотирма незалежними рухомими алюмінієвими рамками (18 модулів на кожну рамку). Модуль складається з двох панелей та двох бічних стінок, що загалом формує стабільну та газонепроникну коробку, яка включає до 256 трубок, заповнених сумішшю аргону (70 %) та діоксиду вуглецю (30 %). Трубки розташовані в двох зсунутих моношарах та приклеєні до панелей з високою точністю для визначення позиції та прямолінійності трубки.
Технологія трубок має досить грубу роздільну здатність (понад 0,2 мм) порівняно з кремнієвими детекторами, але є значно дешевшою і тому добре підходить для того, щоб покрити велику площу трекової системи в областях, де потік частинок є порівняно невеликим. В експерименті LHCb роздільна здатність покращується вимірюванням часу дрифту іонізаційних зарядів.

### Калориметри
Електромагнітний та адронний калориметри забезпечують вимірювання енергії електронів, фотонів та адронів. Інформація з калориметрів використовується на тригерному рівні для ідентифікації частинок (електронів, фотонів, адронів) з великим поперечним імпульсом та вимірювання енергій і позицій частинок, утворених у відповідному кутовому аксептансі. Інформація з калориметрів використовуються для аналізу подій. Крім того, електромагнітний калориметр реєструє фотони та нейтральні піони, використовуючи сигнали та їхню відсутність в адронному калориметрі.
Система калориметрів складається з декількох шарів: Scintillating Pad Detector (SPD), Pre-Shower Detector (PS), електромагнітного калориметра типу «шашлик» (ECAL) та адронного калориметра (HCAL).
SPD визначає, чи має заряд частинка, яка влучила в систему калориметрів, коли PS вказує на електромагнітний характер частинки (тобто виділяє електрони та фотони). Ці детектори використовуються на рівні тригера разом з ECAL, вказуючи на наявність електрона, фотону чи нейтральних піонів. SPD та PS складаються із сцинтиляційних пластин товщиною 15 мм. SPD та PS разом містять понад 6000 пластин, кожна з яких обладнана вбудованим індивідуальним світлодіодом.
Електромагнітний калориметр ECAL використовує технологію «шашлик», тобто детектор складається з сцинтиляційних шарів, між якими розташовано свинцеві пластини. Адронний калориметр HCAL розташовано одразу за ECAL. Внутрішня структура HCAL складається із залізних пластин, розділених сцинтиляційними шарами, які в свою чергу розташовані паралельно до осі пучка. Внутрішня та зовнішня частини ECAL та HCAL мають різні розміри комірок 13 x 13 см та 26 x 26 см, відповідно. Загальна вага HCAL складає понад 500 т.

### Мюонна система
Мюонна система використовується для ідентифікації та тригерування мюонів у подіях. Мюони присутні в кінцевих станах багатьох CP-чутливих розпадів B-мезонів, тому грають головну роль в вимірюванні CP-асиметрії осциляцій B-мезонів. Крім того, мюони з напівлептонних розпадів b-адронів дозволяють тагувати (визначати) аромат початкового стану супровідних B-мезонів. Мюонна система забезпечує швидку інформацію для тригерування мюонів з великим поперечним імпульсом (pT) на рівні тригера нульового рівня (L0) та ідентифікацію мюонів для тригера високого рівня (HLT) та аналізу даних.
Система складається з п'яти станцій (M1-M5) прямокутної форми, що покривають кутовий аксептанс ±300 мрад у горизонтальному напрямку та ±250 мрад — в вертикальному. Станція M1 розташована перед системою калориметрів, станції M2-M5 розташовані за адронним калориметром (HCAL) та розділені залізними фільтрами. Кожна станція покриває площу 435 м², що розділена на 4 області R1-R4, розташовані в порядку збільшення відстані від осі пучка. Всі області мають приблизно однаковий аксептанс, їхня зернистість розподілена відповідно до густини потоку частинок в кожній області для збереження рівномірності розміщення треків по площині детектора.
Інформацію має бути зібрано протягом 20 нс, тому детектори є оптимізованими за швидкістю. Для цього система устаткована багатодротинковими пропорційними камерами. Потрійні GEM детектори використовуються у внутрішній області (R1) станції M1, де частота взаємодій є найбільшою. Загалом у мюонній системі використовуються 1380 камер двадцяти різних розмірів.
Детектори забезпечують вимірювання позиції треків у вигляді бінарної (так/ні) інформації. Для цього використовуються різні технології зчитування сигналу в різних частинах детектора: зчитування з анода, зчитування з катода або обидва одночасно. Електроніка детектора побудована на основі спеціальних радіаційно стійких чипів, розроблених для мюонної системи.

### Магніт

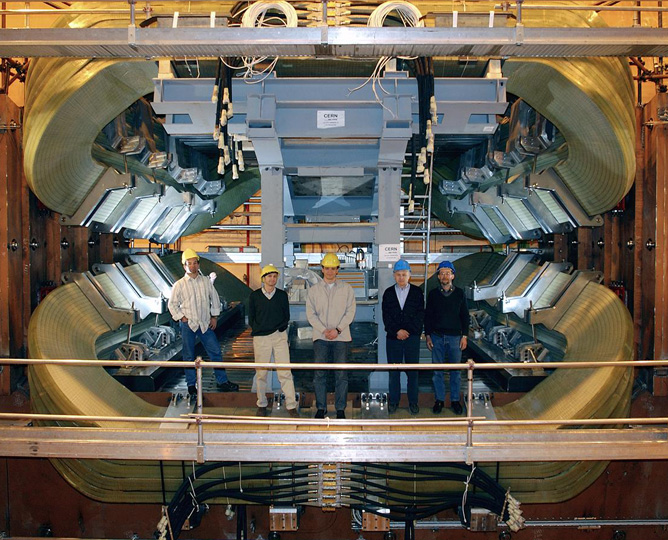
Магніт експерименту LHCb

Магніт експерименту LHCb складається з двох котушок, вагою 27 т кожна, що розташовані всередині стальної рамки вагою 1450 т. Кожна котушка складається з 10 шарів, намотаних з майже 3000 метрового алюмінієвого кабелю.
За наявності магнітного поля траєкторії заряджених частинок викривляються, причому частинки протилежних зарядів викривляються в протилежні сторони. Величина кривизни траєкторії дозволяє визначити імпульс частинки та ідентифікувати її. Трекові детектори в магнітному полі повинні забезпечити вимірювання імпульсу заряджених частинок з точністю понад 0,4 % для діапазону імпульсів до 200 ГеВ/c. Це вимагає величину магнітного поля 4 T для треків, що починаються поряд із точкою зіткнення.
Висока однорідність поля вздовж поперечної координати вимагається мюонним тригером. Поздовжня апертура магніту визначається поздовжнім розміром детекторної системи. Обидві котушки магніту мають довжину 7,5 м, ширину 4,6 м та висоту 2,5 м.

## Тригер та реконструкція
Частота зіткнень пучків у точці взаємодії всередині LHCb складає 40 МГц, проте лише в 10 МГц подій утворюються частинки, що летять в аксептанс детектора. Частота подій, в яких реєструються всі необхідні частинки, утворені внаслідок B-розпаду, складає до 15 кГц. Проте, частота розпадів B-мезонів, які представляють собою інтерес для фізичного аналізу, є малою частиною подій та складає декілька Гц. Частота подій, які можуть бути збережені відповідною системою, обмежується величиною до 2 кГц. Задачею тригера LHCb є забезпечення високої ефективності для цікавих B-розпадів (та деяких інших розпадів, таких як J/ψ) з частотою меншою ніж 2 кГц.
Тригерна система складається з двох рівнів: тригера нульового рівня (L0) та тригера високого рівня (HLT).

### Тригер нульового рівня (L0)
Тригер нульового рівня (L0) реалізовано за допомогою спеціальної електроніки, зменшує частоту до 1 МГц. Тригер використовує те, що частинки утворені в B-розпадах, мають більший поперечний до осі пучка імпульс (pT), ніж частинки, утворені безпосередньо в точці протон-протонної взаємодії. Відповідно L0 використовує сигнали з тих детекторів, в яких частинки з високим pT можуть бути відібрані з великою частотою. До таких детекторів відносяться калориметри та мюонна система. Крім того, L0 використовує спеціальні кремнієві шари VELO для грубої реконструкції первинної вершини, що дозволяє відкидати події з декількома протон-протонними взаємодіями, в яких особливо складно реконструювати та аналізувати розпади B-мезонів.

### Тригер високого рівня (HLT)
Алгоритм тригера високого рівня (HLT) виконується на комп'ютерній фермі з 1000 16-ядерних комп'ютерів та має доступ до всієї детекторної інформації. HLT складається з двох підрівнів: HLT1 з вихідною частотою в кількадесят кГц та HLT2 з частотою збереження подій 2 кГц.
HLT1 виділяє кандидати частинок з високим pT а також, там де це можливо, використовує інформацію з інших детекторів з області навколо напрямку руху кандидата. Зокрема, використовується інформація із станцій трекера та VELO. Це дозволяє відбирати частинки відповідно до властивостей, що характеризують утворені в B-розпаді частинки: великий прицільний параметр відносно вершини протон-протонної взаємодії. Це виникає за рахунок відносно великого часу життя B-мезонів, що дозволяє їм пролітати відстань близько 1 см до розпаду. Як тільки кандидат не підтверджено в одному з детекторів, подія відхиляється.
Частота HLT2 дозволяє виконати повну реконструкцію подій, використовуючи трекову інформацію VELO як початкову точку для решти трекінгу. Відбувається пошук вершин, які достатньо зміщені від точки первинної протон-протонної взаємодії, як ознака B-розпаду. Застосовано два типи відбору: інклюзивний та ексклюзивний. Задачею інклюзивного відбору є збереження резонансів, які важливі для калібрування або часто утворюються в B-розпадах (наприклад D*, J/ψ, тощо). Ексклюзивний відбір створено спеціально для забезпечення найбільш можливої ефективності для повністю реконструйованих подій B-розпадів, що представляють собою інтерес. Відповідно, ексклюзивний відбір, використовує всю доступну інформацію, включаючи якість реконструкції маси та вершин, а також якість розрізнення B-кандидату та проміжних резонансів.

## Модернізація (2019—2021)
Наприкінці 2018 року ВАК було зупинено на модернізацію, відновлення роботи планується 2022 року. Детектор LHCb проходить повне оновлення практично всіх субдетекторів та зчитувальної електроніки. Повністю буде замінена трекова система: буде встановлено більш точний вершинний локатор та нові трекінгові станції — UT (замість TT) та SciFi (трекер на основі сцинтиляційних волокон, замість зовнішнього трекера). Повністю перебудована сисетма тригера експеримента: залишиться лише тригер високого рівня (HLT).

## Результати
Протягом першого запуску LHC у 2011 році в LHCb експерименті було збережено дані з інтегральною світимістю 1 фб−1 за енергії 7 ТеВ. В 2012 році понад 2 фб−1 було накопичено за енергії 8 ТеВ. В 2015 році було накопичено 0,32 фб−1 за енергії 13 ТеВ. Зокрема, аналіз даних вказує на можливе свідчення FCNC в розпаді Bs→μμ, що прямо впливає на параметри можливої суперсиметрії. Комбіновані результати з вимірюваннями в експерименті CMS для 8 ТеВ дозволило виконати точне вимірювання коефіцієнту розгалуження розпаду Bs→μμ. CP-порушення було досліджено в різних системах частинок такі як B0, Bs, D0. Нові Ξ-баріони було спостережено в 2014. Аналіз розпаду баріонів Λ0
b також виявив очевидне існування пентакварку. Було виявлено розбіжність з колаборацією D0, яка опублікувала спостереження стану X(5568), який інтерпретувався як тетракварк. В експерименті LHCb спостережено відхилення розміром близько 3σ в кутовому аналізі розпаду B0→K*μμ із передбаченнями Стандартної моделі, що може бути спричинено Новою фізикою (зокрема наявністю лептокварку). Крім того, було проведено ряд важливих точних вимірів параметрів Стандартної моделі, інклюзивного утворення кварконію (зокрема станів J/ψ та Y), подвійного утворення стану J/ψ та інших важливих процесів квантової хромодинаміки, що потребують теоретичного опису. Також було проведено вимірювання процесів електрослабкої фізики, квантових чисел екзотичного стану X(3872), який досі потребує інтерпретації.

### Спектроскопія важких адронів
LHCb спроектований для точного вимірювання властивостей адронів, що мають у своєму складі c- або b-кварк. На додачу до цих досліджень, в експерименті було відкрито значний обсяг нових адронів. Станом на 2021, експерименти на ВАК відкрили близько 60 нових адронів, більшість з яких відкрито саме колаборацією LHCb. Окрім вище загадного пентакварка, важливими також є відкриття «двічі зачарованого» баріона {\displaystyle \Xi _{cc}^{++}} у 2017, що став першим відкритим баріоном з двома важкими кварками; а також тетракварка {\displaystyle T_{cccc}}, що скаладється лише з c-кварків та c-антикварків.
|    | Кварковий склад                        | Назва частинки                         | Тип                     | Рік  | Нотатки |
| -- | -------------------------------------- | -------------------------------------- | ----------------------- | ---- | --- |
| 1  | {\displaystyle bud}                    | {\displaystyle \Lambda _{b}(5912)^{0}} | Баріон (збуджений стан) | 2012 | |
| 2  | {\displaystyle bud}                    | {\displaystyle \Lambda _{b}(5920)^{0}} | Баріон (збуджений стан) | 2012 | |
| 3  | {\displaystyle c{\bar {u}}}            | {\displaystyle D_{J}(2580)^{0}}        | Мезон (збуджений стан)  | 2013 | |
| 4  | {\displaystyle c{\bar {u}}}            | {\displaystyle D_{J}(2740)^{0}}        | Мезон (збуджений стан)  | 2013 | |
| 5  | {\displaystyle c{\bar {d}}}            | {\displaystyle D_{J}^{*}(2760)^{+}}    | Мезон (збуджений стан)  | 2013 | |
| 6  | {\displaystyle c{\bar {u}}}            | {\displaystyle D_{J}(3000)^{0}}        | Мезон (збуджений стан)  | 2013 | |
| 7  | {\displaystyle c{\bar {u}}}            | {\displaystyle D_{J}^{*}(3000)^{0}}    | Мезон (збуджений стан)  | 2013 | |
| 8  | {\displaystyle c{\bar {d}}}            | {\displaystyle D_{J}^{*}(3000)^{+}}    | Мезон (збуджений стан)  | 2013 | |
| 9  | {\displaystyle c{\bar {s}}}            | {\displaystyle D_{s1}^{*}(2860)^{+}}   | Мезон (збуджений стан)  | 2014 | |
| 10 | {\displaystyle bsd}                    | {\displaystyle \Xi _{b}^{'-}}          | Баріон (збуджений стан) | 2014 | |
| 11 | {\displaystyle bsd}                    | {\displaystyle \Xi _{b}^{*-}}          | Баріон (збуджений стан) | 2014 | |
| 12 | {\displaystyle {\bar {b}}u}            | {\displaystyle B_{J}(5840)^{+}}        | Мезон (збуджений стан)  | 2015 | |
| 13 | {\displaystyle {\bar {b}}d}            | {\displaystyle B_{J}(5840)^{0}}        | Мезон (збуджений стан)  | 2015 | |
| 14 | {\displaystyle {\bar {b}}u}            | {\displaystyle B_{J}(5970)^{+}}        | Мезон (збуджений стан)  | 2015 | |
| 15 | {\displaystyle {\bar {b}}d}            | {\displaystyle B_{J}(5970)^{+}}        | Мезон (збуджений стан)  | 2015 | |
| 16 | {\displaystyle c{\bar {c}}uud}         | {\displaystyle P_{c}(4380)^{+}}        | Пентакварк              | 2015 | Раніше невідома комбінація кварків                                                                                 |
| 17 | {\displaystyle c{\bar {c}}s{\bar {s}}} | {\displaystyle X(4274)}                | Тетракварк              | 2016 | |
| 18 | {\displaystyle c{\bar {c}}s{\bar {s}}} | {\displaystyle X(4500)}                | Тетракварк              | 2016 | |
| 19 | {\displaystyle c{\bar {c}}s{\bar {s}}} | {\displaystyle X(4700)}                | Тетракварк              | 2016 | |
| 20 | {\displaystyle c{\bar {u}}}            | {\displaystyle D_{3}^{*}(2760)^{0}}    | Мезон (збуджений стан)  | 2016 | |
| 21 | {\displaystyle cud}                    | {\displaystyle \Lambda _{c}(2860)^{+}} | Баріон (збуджений стан) | 2017 | |
| 22 | {\displaystyle css}                    | {\displaystyle \Omega _{c}(3000)^{0}}  | Баріон (збуджений стан) | 2017 | |
| 23 | {\displaystyle css}                    | {\displaystyle \Omega _{c}(3050)^{0}}  | Баріон (збуджений стан) | 2017 | |
| 24 | {\displaystyle css}                    | {\displaystyle \Omega _{c}(3066)^{0}}  | Баріон (збуджений стан) | 2017 | |
| 25 | {\displaystyle css}                    | {\displaystyle \Omega _{c}(3090)^{0}}  | Баріон (збуджений стан) | 2017 | |
| 26 | {\displaystyle css}                    | {\displaystyle \Omega _{c}(3119)^{0}}  | Баріон (збуджений стан) | 2017 | |
| 27 | {\displaystyle ccu}                    | {\displaystyle \Xi _{cc}^{++}}         | Баріон (основний стан)  | 2017 | Раніше невідома комбінація кварків; єдина з відкритих на ВАК частинок, що розпадається під дією слабкої взаємодії. |
| 28 | {\displaystyle bsd}                    | {\displaystyle \Xi _{b}(6227)^{-}}     | Баріон (збуджений стан) | 2018 | |
| 29 | {\displaystyle buu}                    | {\displaystyle \Sigma _{b}(6097)^{+}}  | Баріон (збуджений стан) | 2018 | |
| 30 | {\displaystyle bdd}                    | {\displaystyle \Sigma _{b}(6097)^{-}}  | Баріон (збуджений стан) | 2018 | |
| 31 | {\displaystyle c{\bar {c}}}            | {\displaystyle \psi _{3}(3842)}        | Мезон (збуджений стан)  | 2019 | |
| 32 | {\displaystyle c{\bar {c}}uud}         | {\displaystyle P_{c}(4312)^{+}}        | Пентакварк              | 2019 | |
| 33 | {\displaystyle c{\bar {c}}uud}         | {\displaystyle P_{c}(4440)^{+}}        | Пентакварк              | 2019 | |
| 34 | {\displaystyle c{\bar {c}}uud}         | {\displaystyle P_{c}(4457)^{+}}        | Пентакварк              | 2019 | |
| 35 | {\displaystyle bud}                    | {\displaystyle \Lambda _{b}(6146)^{0}} | Баріон (збуджений стан) | 2019 | |
| 36 | {\displaystyle bud}                    | {\displaystyle \Lambda _{b}(6152)^{0}} | Баріон (збуджений стан) | 2019 | |
| 37 | {\displaystyle bss}                    | {\displaystyle \Omega _{b}(6340)^{-}}  | Баріон (збуджений стан) | 2020 | |
| 38 | {\displaystyle bss}                    | {\displaystyle \Omega _{b}(6350)^{-}}  | Баріон (збуджений стан) | 2020 | |
| 39 | {\displaystyle bud}                    | {\displaystyle \Lambda _{b}(6070)^{0}} | Баріон (збуджений стан) | 2020 | Відкриття одночасно з CMS; але CMS мав недостатньо даних, щоб стверджувати про відкриття                           |
| 40 | {\displaystyle csd}                    | {\displaystyle \Xi _{c}(2923)^{0}}     | Баріон (збуджений стан) | 2020 | |
| 41 | {\displaystyle csd}                    | {\displaystyle \Xi _{c}(2939)^{0}}     | Баріон (збуджений стан) | 2020 | |
| 42 | {\displaystyle cc{\bar {c}}{\bar {c}}} | {\displaystyle T_{cccc}}               | Тетракварк              | 2020 | Раніше невідома комбінація кварків; перший тетракварк з винятково чарівних кварків                                 |
| 43 | {\displaystyle {\bar {c}}d{\bar {s}}u} | {\displaystyle X_{0}(2900)}            | Тетракварк              | 2020 | Раніше невідома комбінація кварків; перший тетракварк, в якому всі кварки різного аромату                          |
| 44 | {\displaystyle {\bar {c}}d{\bar {s}}u} | {\displaystyle X_{1}(2900)}            | Тетракварк              | 2020 | |
| 45 | {\displaystyle bsu}                    | {\displaystyle \Xi _{b}(6227)^{0}}     | Баріон (збуджений стан) | 2020 | |
| 46 | {\displaystyle {\bar {b}}s}            | {\displaystyle B_{s}(6063)^{0}}        | Мезон (збуджений стан)  | 2020 | |
| 47 | {\displaystyle {\bar {b}}s}            | {\displaystyle B_{s}(6114)^{0}}        | Мезон (збуджений стан)  | 2020 | |
| 48 | {\displaystyle c{\bar {s}}}            | {\displaystyle D_{s0}(2590)^{+}}       | Мезон (збуджений стан)  | 2020 | |
| 49 | {\displaystyle c{\bar {c}}s{\bar {s}}} | {\displaystyle X(4630)}                | Тетракварк              | 2021 | |
| 50 | {\displaystyle c{\bar {c}}s{\bar {s}}} | {\displaystyle X(4685)}                | Тетракварк              | 2021 | |
| 51 | {\displaystyle c{\bar {c}}u{\bar {s}}} | {\displaystyle Z_{cs}(4000)^{+}}       | Тетракварк              | 2021 | |
| 52 | {\displaystyle c{\bar {c}}u{\bar {s}}} | {\displaystyle Z_{cs}(4220)^{+}}       | Тетракварк              | 2021 | |

### Порушення CP-симетрії та осциляції нетральних мезонів
Дослідження порушення CP-інваріантності в розпадах B-мезонів є основним завданням експерименту LHCb. Станом на 2021 рік, LHCb підтверджує з видатною точністю механізм, передбачений трикутником унітарності CKM.
У 2019 році LHCb оголосив про відкриття порушення CP-симетрії в принципово новій системі, — розпадах зачарованих мезонів.
У 2020 році LHCb оголосив про те, що порушення CP-симетрії в розпадах Bs меознів залежить від часу. Була також виміряна з великою точністю частота осциляцій Bs мезонів у власну анти-частинку та навпаки.

### Дослідження рідкісних розпадів адронів
Рідкісними називають розпади, що є значно пригніченими у Стандартній моделі, що робить їх чутливими до потенційних раніше невідомих взаємодій.
У 2014 році колаборації LHCb та CMS оголосили у журналі Nature про відкриття надзвичайно рідкісного розпаду {\displaystyle B_{s}^{0}\to \mu ^{+}\mu ^{-}}, ймовірність якого узгоджується з передбаченнями Стандартної Моделі. Цей результат створим серйозні проблеми для теорій суперсиметрії, які передбачали значно вище значення ймовірності такого розпаду. За останні роки LHCb опублкував кілька точніших вимірювань цього розпаду.
В даних LHCb спостерігаються аномалії у розпадах B-мезонів. Наприклад, кутовий розподіл {\displaystyle P_{5}^{'}} в розпаді {\displaystyle B^{0}\to K^{*0}\mu ^{+}\mu ^{-}} має значне відхилення від теоретичних очікувань.

### Порушення лептонної універсальності
У Стандартній Моделі, константа взаємодії заряджених лептонів (електрона, мюона та тау-лептона) з калібрувальними бозонами є ідентичною, з поправкою на невелику різницю, що виникає через відмінність у масі лептонів. Цей постулат носить назву «лептонної універсальності». Як наслідок, в розпадах B-адронів електрони та мюони мають утворюватися в приблизно однакових кількостях, і невелика різниця через маси лептонів точно обчислюється теоретично.
Результати LHCb свідчать про порушення цього принципу, наприклад, при порівнянні частоти розпаду {\displaystyle B^{+}\to K^{+}\mu ^{+}\mu ^{-}} та розпаду {\displaystyle B^{+}\to K^{+}e^{+}e^{-}}, а також в інших процесах. Однак необхідно зібрати значно більше даних, та отримати підтвердження від незалежного експерименту, перш ніж можна буде говорити про відкриття фізики за межами Стандартної Моделі.

### Інші результати
LHCb досліджує також процеси квантової хромодинаміки, електрослабкої взаємодії, а також вимірює перерізи утворення частинок, що є важливим для астрофізики.

## Україна та LHCb
Офіційно до колаборації LHCb входить група відділу фізики високих енергій ІЯД НАН України та група з ННЦ ХФТІ.